# Helopicus
Helopicus is een geslacht van steenvliegen uit de familie Perlodidae. De wetenschappelijke naam van het geslacht is voor het eerst geldig gepubliceerd in 1952 door Ricker.

## Soorten
Helopicus omvat de volgende soorten:
- Helopicus bogaloosa Stark & Ray, 1983
- Helopicus infuscatus (Newman, 1838)
- Helopicus nalatus (Frison, 1942)
- Helopicus subvarians (Banks, 1920)